# Piraju Futebol Clube
O Piraju Futebol Clube foi um clube brasileiro de futebol da cidade de Piraju, no estado de São Paulo.
Fundado em 30 de junho de 1957, suas cores eram azul e branco.
Mandava seus jogos no Estádio Municipal Gilberto Moraes Lopes, que tem capacidade para mil espectadores.

## História
O Piraju Futebol Clube participou 14 vezes das divisões inferiores do Campeonato Paulista de Futebol. Registrou sua passagem pelo futebol profissional paulista na Terceira Divisão (atual A-3) entre os anos de 1962 a 1968; de 1980 a 1982; em 1984; e nos anos de 1986 e 1987. Finalizou sua participação disputando a Quarta Divisão (atual Série B) no ano de 1991.
Um dos maiores feitos realizados pelo time aconteceu no dia 15 de agosto de 1962, quando o Piraju venceu por 2 a 1 um time misto do São Paulo Futebol Clube, que teve a presença do meia Jair da Rosa Pinto, em partida amistosa que teria tido um público de 6.000 pessoas.
Em 1964, foi vice-campeão da atual Série A3.